# Aröd och Timmervik
Aröd och Timmervik är en av SCB avgränsad och namnsatt tätort på gränsen mellan Stenungsunds och Kungälvs kommuner i Västra Götalands län.
Tätorten består av de före detta småorterna Aröd och Timmervik, som numera vuxit samman.

## Befolkningsutveckling
| Befolkningsutvecklingen i Aröd och Timmervik 2005–2020 | Befolkningsutvecklingen i Aröd och Timmervik 2005–2020 | Befolkningsutvecklingen i Aröd och Timmervik 2005–2020 | Befolkningsutvecklingen i Aröd och Timmervik 2005–2020 | Befolkningsutvecklingen i Aröd och Timmervik 2005–2020 |
| ------------------------------------------------------ | ------------------------------------------------------ | ------------------------------------------------------ | ------------------------------------------------------ | ------------------------------------------------------ |
|                                                        |                                                        |                                                        |                                                        |                                                        |
| År                                                     |                                                        |                                                        | Folkmängd                                              | Areal (ha)                                             |
| 2005                                                   | 2005                                                   |                                                        | 558                                                    | 148                                                    |
| 2010                                                   | 2010                                                   |                                                        | 637                                                    | 148                                                    |
| 2015                                                   | 2015                                                   |                                                        | 873                                                    | 263                                                    |
| 2018                                                   | 2018                                                   |                                                        | 888                                                    | 265                                                    |
| 2020                                                   | 2020                                                   |                                                        | 926                                                    | 275                                                    |
| Anm.: Ny tätort 2005                                   |                                                        |                                                        |                                                        |                                                        |